# Tagebuch eines Ehebruchs
Tagebuch eines Ehebruchs ist eine US-amerikanische Filmkomödie von Frank Perry aus dem Jahr 1970 nach dem gleichnamigen Roman von Sue Kaufman.

## Handlung
Tina Balser ist eine gelangweilte Hausfrau und Mutter aus New York City, die mit Jonathan Balser, einem wichtigtuerischen, aufgestiegenen Rechtsanwalt, verheiratet ist, der sie vor den gemeinsamen Kindern verspottet und alles kritisiert, was sie tut oder anzieht. Daraufhin beginnt sie eine Liebesbeziehung mit George Prager, einem eleganten, erfolgreichen und unverfroren sadistischem Schriftsteller. Als dieser sie schließlich genauso quält, wie es Jonathan getan hat, und untreu wird, kehrt sie zu ihrem Ehemann zurück und beginnt eine Gruppenpsychotherapie.

## Auszeichnungen
Carrie Snodgress, die bei der Oscarverleihung 1971 in der Kategorie beste Hauptdarstellerin sowie einem Society of Film and Television Arts Award 1972 als beste Newcomerin in einer Hauptrolle nominiert war, gewann 1971 den Golden Globe Award als beste Nachwuchsdarstellerin sowie beste Hauptdarstellerin in einer Komödie. Daneben gewann sie zwei Laurel Awards: als beste Darstellerin in einem Drama sowie als beste Nachwuchsdarstellerin.
Richard Benjamin war für den Golden Globe als bester Hauptdarsteller in einer Komödie nominiert, ebenso wie der Film selbst in der Golden-Globe-Kategorie Bester Film. Frank Langella war für den Golden Globe als bester Nachwuchsdarsteller nominiert und gewann den Preis des National Board of Review als bester Nachwuchsdarsteller.

## Kritik
Das Lexikon des Internationalen Films nannte Tagebuch eines Ehebruchs „kühl und distanziert inszeniert, schauspielerisch beeindruckend“.